# В'язівне
В'язівне́ — село в Україні, у Любешівській селищній громаді Камінь-Каширського району Волинської області.
Населення становить 430 осіб.

## Географія
Село розташоване між річками Стохід та Коростянкою.

## Історія
До 10 серпня 2017 року село підпорядковувалось Любешівсько-Волянській сільській раді Любешівського району Волинської області.

## Населення
Згідно з переписом УРСР 1989 року чисельність наявного населення села становила 488 осіб, з яких 231 чоловік та 257 жінок.
За переписом населення України 2001 року в селі мешкали 422 особи.

### Мова
Розподіл населення за рідною мовою за даними перепису 2001 року:
| Мова       | Відсоток |
| ---------- | -------- |
| українська | 99,77 %  |
| російська  | 0,23 %   |